# 1088
Il 1088 (MLXXXVIII in numeri romani) è un anno bisestile dell'XI secolo.

## Eventi
- Inizia il pontificato di Papa Urbano II
- Vittoriosa spedizione pisana contro la città tunisina di El Mehedia
- Data convenzionale della fondazione dell'Università di Bologna, la prima del mondo occidentale

## Nati
- Baldovino III di Hainaut, conte († 1120)
- Hemacandra, letterato, monaco giainista e filosofo indiano († 1173)
- Mahmud I Selgiuchide, sovrano turco († 1094)
- Piroska d'Ungheria, imperatrice bizantina († 1134)
- Tairrdelbach Ua Conchobair, re irlandese († 1156)
- Øystein I di Norvegia, re († 1123)

## Morti
- 6 gennaio - Berengario di Tours, filosofo francese (n. 998)
- 11 marzo - Bertoldo di Reichenau, storico e monaco cristiano tedesco (n. 1030)
- 7 aprile - Burcardo II di Halberstadt, religioso e vescovo cattolico tedesco
- 27 maggio - Federico II di Goseck, nobile tedesco
- 15 giugno - Gebeardo di Salisburgo, arcivescovo cattolico tedesco (n. 1010)
- 28 settembre - Ermanno di Lussemburgo, nobile tedesco
- Adalberto II de La Marche, conte
- Abd Allah Ansari di Herat, mistico persiano (n. 1006)
- Erik Årsäll di Svezia, re norrena
- Geroldo II di Ginevra, nobile franco
- Giovanni Ducas, bizantino
- Guglielmo I di Warenne, militare normanno
- Nasir ibn al-Nas, principe berbero
- Robert de Stafford, nobile normanno (n. 1036)

## Calendario
| Calendario 1088 | Calendario 1088 | Calendario 1088 | Calendario 1088 | Calendario 1088 | Calendario 1088 | Calendario 1088 | Calendario 1088 | Calendario 1088 | Calendario 1088 | Calendario 1088 | Calendario 1088 | Calendario 1088 | Calendario 1088 | Calendario 1088 | Calendario 1088 | Calendario 1088 | Calendario 1088 | Calendario 1088 | Calendario 1088 | Calendario 1088 | Calendario 1088 | Calendario 1088 | Calendario 1088 | Calendario 1088 | Calendario 1088 | Calendario 1088 | Calendario 1088 | Calendario 1088 | Calendario 1088 | Calendario 1088 | Calendario 1088 | Calendario 1088 |
| --------------- | --------------- | --------------- | --------------- | --------------- | --------------- | --------------- | --------------- | --------------- | --------------- | --------------- | --------------- | --------------- | --------------- | --------------- | --------------- | --------------- | --------------- | --------------- | --------------- | --------------- | --------------- | --------------- | --------------- | --------------- | --------------- | --------------- | --------------- | --------------- | --------------- | --------------- | --------------- | --------------- |
|                 | 1               | 2               | 3               | 4               | 5               | 6               | 7               | 8               | 9               | 10              | 11              | 12              | 13              | 14              | 15              | 16              | 17              | 18              | 19              | 20              | 21              | 22              | 23              | 24              | 25              | 26              | 27              | 28              | 29              | 30              | 31              |                 |
| Gennaio         | Sa              | Do              | Lu              | Ma              | Me              | Gi              | Ve              | Sa              | Do              | Lu              | Ma              | Me              | Gi              | Ve              | Sa              | Do              | Lu              | Ma              | Me              | Gi              | Ve              | Sa              | Do              | Lu              | Ma              | Me              | Gi              | Ve              | Sa              | Do              | Lu              |                 |
| Febbraio        | Ma              | Me              | Gi              | Ve              | Sa              | Do              | Lu              | Ma              | Me              | Gi              | Ve              | Sa              | Do              | Lu              | Ma              | Me              | Gi              | Ve              | Sa              | Do              | Lu              | Ma              | Me              | Gi              | Ve              | Sa              | Do              | Lu              | Ma              |                 |                 |                 |
| Marzo           | Me              | Gi              | Ve              | Sa              | Do              | Lu              | Ma              | Me              | Gi              | Ve              | Sa              | Do              | Lu              | Ma              | Me              | Gi              | Ve              | Sa              | Do              | Lu              | Ma              | Me              | Gi              | Ve              | Sa              | Do              | Lu              | Ma              | Me              | Gi              | Ve              |                 |
| Aprile          | Sa              | Do              | Lu              | Ma              | Me              | Gi              | Ve              | Sa              | Do              | Lu              | Ma              | Me              | Gi              | Ve              | Sa              | Do              | Lu              | Ma              | Me              | Gi              | Ve              | Sa              | Do              | Lu              | Ma              | Me              | Gi              | Ve              | Sa              | Do              |                 |                 |
| Maggio          | Lu              | Ma              | Me              | Gi              | Ve              | Sa              | Do              | Lu              | Ma              | Me              | Gi              | Ve              | Sa              | Do              | Lu              | Ma              | Me              | Gi              | Ve              | Sa              | Do              | Lu              | Ma              | Me              | Gi              | Ve              | Sa              | Do              | Lu              | Ma              | Me              |                 |
| Giugno          | Gi              | Ve              | Sa              | Do              | Lu              | Ma              | Me              | Gi              | Ve              | Sa              | Do              | Lu              | Ma              | Me              | Gi              | Ve              | Sa              | Do              | Lu              | Ma              | Me              | Gi              | Ve              | Sa              | Do              | Lu              | Ma              | Me              | Gi              | Ve              |                 |                 |
| Luglio          | Sa              | Do              | Lu              | Ma              | Me              | Gi              | Ve              | Sa              | Do              | Lu              | Ma              | Me              | Gi              | Ve              | Sa              | Do              | Lu              | Ma              | Me              | Gi              | Ve              | Sa              | Do              | Lu              | Ma              | Me              | Gi              | Ve              | Sa              | Do              | Lu              |                 |
| Agosto          | Ma              | Me              | Gi              | Ve              | Sa              | Do              | Lu              | Ma              | Me              | Gi              | Ve              | Sa              | Do              | Lu              | Ma              | Me              | Gi              | Ve              | Sa              | Do              | Lu              | Ma              | Me              | Gi              | Ve              | Sa              | Do              | Lu              | Ma              | Me              | Gi              |                 |
| Settembre       | Ve              | Sa              | Do              | Lu              | Ma              | Me              | Gi              | Ve              | Sa              | Do              | Lu              | Ma              | Me              | Gi              | Ve              | Sa              | Do              | Lu              | Ma              | Me              | Gi              | Ve              | Sa              | Do              | Lu              | Ma              | Me              | Gi              | Ve              | Sa              |                 |                 |
| Ottobre         | Do              | Lu              | Ma              | Me              | Gi              | Ve              | Sa              | Do              | Lu              | Ma              | Me              | Gi              | Ve              | Sa              | Do              | Lu              | Ma              | Me              | Gi              | Ve              | Sa              | Do              | Lu              | Ma              | Me              | Gi              | Ve              | Sa              | Do              | Lu              | Ma              |                 |
| Novembre        | Me              | Gi              | Ve              | Sa              | Do              | Lu              | Ma              | Me              | Gi              | Ve              | Sa              | Do              | Lu              | Ma              | Me              | Gi              | Ve              | Sa              | Do              | Lu              | Ma              | Me              | Gi              | Ve              | Sa              | Do              | Lu              | Ma              | Me              | Gi              |                 |                 |
| Dicembre        | Ve              | Sa              | Do              | Lu              | Ma              | Me              | Gi              | Ve              | Sa              | Do              | Lu              | Ma              | Me              | Gi              | Ve              | Sa              | Do              | Lu              | Ma              | Me              | Gi              | Ve              | Sa              | Do              | Lu              | Ma              | Me              | Gi              | Ve              | Sa              | Do              |                 |